# 多潘立酮
多潘立酮（Domperidone），商品名為嗎丁啉（Motilium），是一种口服和静脉注射用的抗多巴胺类药物，一般用以抑制恶心和呕吐，有时也用于促进乳汁分泌。
多潘立酮的抗催吐作用主要是由于其对外周多巴胺受体的拮抗作用，直接作用于胃肠壁，可增加食道下部括约肌张力，增强胃蠕动，促进胃排空，协调胃与十二指肠运动。
催乳作用主要是由于其刺激脑垂体催乳激素的释放。

## 不良反应
本品已知的不良作用包括：
心脏QTc延长,有室性心律不齐的风险。在欧洲进行的一项基于2014年新报告的严重心脏副作用的案例的研究发现，服用多潘立酮与严重心律失常，QTc延长，尖锐度心动过速和心源性猝死的风险增加有关。
- 过敏反应（极罕见）
- 锥体外系副作用（极罕见）
- 皮疹（极罕见）
- 胃肠道不适（罕见）
- 溢乳（罕见）
- 男子乳房女性化（罕见）
- 闭经（罕见）
- 一过性胃肠痉挛（罕见）